# Hellenvilliers
Hellenvilliers é uma comuna francesa na região administrativa da Normandia, no departamento de Eure. Estende-se por uma área de 5,85 km². 